# Нерол
Нерол — це монотерпеноїдний спирт, компонент різних ефірних олій, зокрема з лемонграсу та хмілю, його часто використовують в парфумерії. Вперше був екстрагований з неролі, тому має таку назву як «нерол». Це безбарвна рідина з солодкуватим ароматом троянди. Його запах схожий на гераніол, проте свіжіший.Складні ефіри та споріднені похідні неролу називаються нерилом, наприклад, ацетат нерилу.

## Поширення
У природі нерол синтезується як рослинами, так і, як було нещодавно відкрито, грибами Penicillium griseofulvum. Синтез неролу відбувається за допомогою ферменту неролсинтетази.

## Хімічні властивості
Ізомером неролу є гераніол, який є транс- або Е -ізомером, що і пояснює схожість їх запахів. Нерол легко дегідратується, утворюючи сполуку під назвою лімонен. Синтезують нерол шляхом піролізу бета-пінену, який також дає мірцен. Гідрохлорування мірцену дає ряд ізомерних хлоридів.
Біосинтез неролу за допомогою мікроорганізмів можливий з глюкози з використанням особливого штаму кишкової палички (Escherichia coli).

## Використання
Експериментально in vivo показано ефективність неролу для захисту тканин печінки у щурів від токсичного впливу парацетамолу, а також для захисту тканин шлунку та товстої кишки у мишей з індукованим оксазолоном колітом. У дослідженнях in vitro доведено протипухлинну дію неролу на декілька ліній ракових клітин.
Для сільського господарства перспективною для використання може бути протигрибкова дія неролу на грибок винограду Aspergillus niger.
Нерол через його аромат часто використовують у виробництві мила та миючих засобів.